# Zmyślona (powiat wieluński)
Zmyślona – wieś w Polsce położona w województwie łódzkim, w powiecie wieluńskim, w gminie Mokrsko.
W latach 1975–1998 miejscowość administracyjnie należała do województwa sieradzkiego.